# Наука (видавництво)
«Нау́ка» — російське (радянське) видавництво наукової літератури. Засноване в СРСР в 1923 році, мало назву Видавництво АН СРСР до 1963 року. До 1934 видавництво знаходилось в Ленінграді, а потім переїхало до Москви. На логотипі видавництва зображено відкриту книгу і «Спутник-1» над нею.
«Наука» було основним видавництвом наукової літератури в СРСР. Структурно, воно складалось із редакцій книжкової літератури, друкарень та розповсюджуючих компаній. Видавництво мало два підрозділи (в Ленінграді та Новосибірську), дві головних редакії (для фізичної і математичної літератури та східнознавської літератури) і більш ніж 50 тематичних редакцій. Основна розповсюджуюча компанія видавництва «Академкнига» мала близько 30 представництв в основних містах союзу.
«Наука» було головним видавництвом Радянської Академії Наук та її відділень. Більшу частину надрукованої літератури складали монографії. Також із друку виходили тематичні серії, реферати, підручники та переклади закордонної літератури.
В 1972 «Наука» друкувало 135 наукових журналів, із них 31 фізичних та математичних, 24 хімічних, 29 біологічних та п'ять науково-популярних.